# バンゲリング帝国三部作
バンゲリング帝国三部作は、ブローダーバンド社からリリースされたゲームのうち、『バンゲリング ベイ』（1984年）、『ロードランナー』（1983年）、『チョップリフター』（1982年）を指して使われることのある呼称である。これらのゲームは、いずれも「バンゲリング帝国」（Bungeling Empire）が悪役として登場する。ただし、悪役の名前以外に設定の共通点はなく、開発者も異なる。また、この3作以外にもバンゲリング帝国が登場するゲームが何本かある。

## 概要
最初にバンゲリング帝国が登場したのは、1982年の『チョップリフター』である。Atari 8ビット・コンピュータ版『チョップリフター』の説明書では、バンゲリング帝国について「パタゴニアの東に数マイル、クルディスタンの南」に位置する軍国主義的国家であるとしている。帝国軍は国連平和子育て会議（United Nations Conference on Peace and Child Rearing）の代表者らを拉致監禁している。一方、バンゲリング帝国との古い条約に基づいて設置されたアメリカ郵政公社施設が監禁場所近くにあり、救出用のヘリコプターが分解の上で郵便仕分け機に偽装してここへ持ち込まれた。プレイヤーはこのヘリコプターを用いて救出任務にあたることになる。
1983年のC64版『ロードランナー』の説明書では、バンゲリング帝国は厳しいファストフード税によって民衆から財産を搾り取る抑圧的な国家と述べられている。プレイヤーは銀河コマンドー（Galactic Commando）の一員で、帝国の国庫から宝箱を奪い返すことになる。
1984年のC64版『バンゲリング ベイ』の説明書では、世界征服を企て、戦争機械（The War Machine）、すなわち人工知能による管理の元で昼夜を問わずに無人兵器の製造を続ける軍需工場を持つと語られる。プレイヤーはヘリコプターのパイロットとして、この工場の爆撃に参加することとなる。なお、舞台については「宇宙の片隅のちっぽけな惑星で……」（On a small planet in a remote corner of the universe）と言及されており、「ちっぽけな惑星」が地球を指す婉曲的な表現なのか、あるいは別の星を指しているのかは定かではない。
ソニーが作成したカタログ『Sony Computer Software World』の1985年6月版に掲載されたMSX版『バンゲリング ベイ』の紹介では、時代を199X年として、世界征服を目論むバンゲリング帝国が太平洋の秘密工場で最終兵器を完成させようとしており、プレイヤーは国連の特命のもと特殊武装ヘリで工場の破壊に向かうというストーリーが語られている。
元々、これら3作はハドソンによってファミコンへと移植されることになっていた。しかし、『ロードランナー』に続いて移植された『バンゲリング ベイ』の評判が芳しくなかったため、『チョップリフター』は移植されなかった。
ファミコン版『ロードランナー』の説明書では、バンゲリング帝国について一切言及されておらず、後にジャレコからリリースされたファミコン版『チョップリフター』では、悪役は特殊武装集団「スワージュ」なる組織に置き換えられていた。つまり、三部作とされる3つのゲームのうち、ファミコン版でバンゲリング帝国に言及しているのは『バンゲリング ベイ』のみである。

### その他のゲーム
上記の3作のほか、ブローダーバンドが『チョップリフター』と同じく1982年にリリースした『スターブレーザー』でも、銀河の支配を目論む悪役としてバンゲリング帝国が登場する。しかし、日本で1985年にMSXへ移植された際には、「某軍事大国」に置き換えられていた。また、『ロードランナー』がヒットしたことで後継作が複数作られ、バンゲリング帝国にも何度か言及された。
セガSG-1000版『チャンピオンシップロードランナー』（1985年）の説明書では、「バンゲリング帝国。そこは、金に狂った権力者達の集まりだった」と言及されており、アイレムのアーケードゲーム『Lode Runner バンゲリング帝国の逆襲』（1985年）では、タイトルにもその名が使われている上、「そこで見たものは悪魔の偶像に支配されたバンゲリング帝国の姿だった」と言及される。
Atari 8ビット・コンピュータ版およびC64版『Lode Runner's Rescue』（1985年）の説明書では、プレイヤーが演じるロードランナーの娘がバンゲリング帝国に逮捕された父の救出に向かうというストーリーが語られている。
PCエンジン向けに1990年にリリースされた『ロードランナー 失われた迷宮』の説明書では、国名はバンガリン帝国とされているものの、厳しいファストフード税によって民衆から財産を搾り取り、皇帝が私腹を肥やしているという、C64版『ロードランナー』に近いストーリーが語られている。『失われた迷宮』のバンガリン帝国は、「地球のどこかにある謎の国」とされている。
ファミコン版『ボンバーマン』もバンゲリング帝国が舞台と誤解されることがある。これはハドソンが独自に『ボンバーマン』と『ロードランナー』を紐づけていたためである。